# 告訴
告訴（日语：告訴）或稱刑事告訴，是指犯罪被害人向偵查機關請求針對特定人或案件提起公訴的一項法律行動。提出告訴的人稱為告訴人，受理告訴後由檢察官進行偵查，以決定是否起訴。告訴常被與另一法律名詞「告發」搞混，前者係提起公訴的起訴條件，後者則是指犯罪者以外的人發覺犯罪，而向偵查機關通知的行為。

## 概說
告訴是提起公訴的前置程序，也是開啟犯罪偵查的類型方法之一。在《刑法》中通常會將各項罪名區分為「告訴乃論之罪」與「非告訴乃論之罪」兩類，藉以斷定告訴是否為其起訴的先決條件：
- 告訴乃論之罪：

告訴乃論，即「提出告訴後，方能論斷是否起訴」，一般多為侵害個人法益的輕罪（如毀損罪、公然侮辱罪等），或是基於家庭關係和諧的特別政策考量（如通姦罪、親屬間竊盜罪等），這類罪名告訴人的告訴即是起訴前的必要條件，如果檢察官未經告訴或就已撤回告訴之案件提起公訴，則會構成起訴條件的欠缺，而遭到法院裁判駁回。
- 非告訴乃論之罪：

非告訴乃論即毋須告訴人告訴，只要檢察官發見犯罪即得以開始偵查，並決定是否起訴的案件。由於告訴並非起訴的必要條件，因此這類案件的告訴人並無法撤回告訴，而是交由檢察官全權判斷。大部分的刑事罪名皆屬非告訴乃論之罪。